# Municipio de Santa Lucía Miahuatlán
El municipio de Santa Lucía Miahuatlán es uno de los 570 municipios del estado mexicano de Oaxaca. Su cabecera es la localidad de Santa Lucía Miahuatlán.

## Geografía
El municipio de Santa Lucía Miahuatlán colinda al norte con el municipio de Miahuatlán de Porfirio Díaz; al este con los municipios de Santo Tomás Tamazulapan y San Andrés Paxtlán; al sur con el municipio de San Mateo Río Hondo; y al oeste con el municipio de San Miguel Coatlán.

## Localidades
El municipio de Santa Lucía Miahuatlán cuenta con once localidades.
| Localidad              | Población (2020) |
| ---------------------- | ---------------- |
| Santa Lucía Miahuatlán | 1790             |
| La Chinilla            | 522              |
| El Sumidero            | 255              |

## Gobierno
El municipio de Santa Lucía Miahuatlán se rige mediante el sistema de usos y costumbres.
| Presidente municipal            | Localidad |
| ------------------------------- | --------- |
| Moisés Hernández Martínez       | 1999-2001 |
| Francisco Pérez García          | 2002-2004 |
| Bartolomé Jovencito Santiago    | 2005-2007 |
| Lucio Benito Cruz               | 2008-2010 |
| Nicolás Cresenciano Reyes       | 2011-2013 |
| Anatolio Raymundo Mendoza       | 2013-2016 |
| Ermelando Manuel López Santiago | 2017-2019 |
| Moisés Luis García              | 2020-2022 |
| Lucio Francisco Santiago García | 2023-2025 |